# Ferrari Challenge: Trofeo Pirelli
Ferrari Challenge: Trofeo Pirelli ist eine Rennsimulation, die dem italienischen Sportwagenhersteller Ferrari gewidmet ist.

## Spielprinzip
Der Spieler nimmt an der namensgebenden Ferrari Challenge teil mit dem Ziel der Meisterschaft. Die Ferrari F430 Challenge (ausgetragen von 2006 bis 2011) ist die wichtigste und bedeutendste Rennserie des Spiels. Neben vielen aktuellen Fahrzeugen wie den Ferrari Enzo finden auch historische wie der Ferrari 250 GTO ihren Platz. Als Rennstrecken dienen u. a. der Hockenheimring oder das Autodromo Enzo e Dino Ferrari.
Bei besonderen Erfolgen können weitere Strecken, Fahrzeuge, Lackierungen und Sammelkarten freigespielt werden.
Für die PlayStation 3 erschienen zwei DLC-Packs.

## Nachfolger

### Ferrari Challenge: Deluxe
Ferrari Challenge: Deluxe ist lediglich eine Budget-Neuauflage, es wurden nur der Titel und das Cover geändert. Das Spiel erschien 2009 für den Nintendo DS, PlayStation 2, PlayStation 3 und die Wii.

### Ferrari The Race Experience
Ferrari The Race Experience kann als Sequel verstanden werden. Der Titel beinhaltet die beiden DLCs sowie einen neuen Karrieremodus. Weiterhin gibt es mit den Ferrari 599XX und Ferrari 458 Italia zwei neue Fahrzeuge. Es erschien 2010 für die PS3 ausschließlich via PlayStation Network und 2011 als Retail für die Wii.

## Rezeption
Von der Fachpresse erhielt der Titel durchschnittliche Wertungen.